# Delegação Económica e Comercial de Macau, junto da Organização Mundial do Comércio
A Delegação Económica e Comercial de Macau, junto da Organização Mundial do Comércio (DECM(OMC)) (em chinês:澳門駐世界貿易組織經濟貿易辦事處) é um serviço público da Região Administrativa Especial de Macau, que responsável pela promoção e tratamento das relações económicas e comerciais entre Macau e os seus membros,,no âmbito da Organização Mundial do Comércio.

## Legislação Orgânica
- Regulamento Administrativo n.º 23/2003[2]
  - Cria a Delegação Económica e Comercial de Macau, junto da Organização Mundial do Comércio
- Despacho do Chefe do Executivo n.º 219/2003[3]
  - Respeitante à constituição da Delegação Económica e Comercial de Macau, junto da Organização Mundial do Comércio

## Atribuições
São atribuições da Delegação:
- Representar a RAEM junto da OMC e dos seus membros;
- Acompanhar a gestão e execução dos acordos multilaterais, plurilaterais e instrumentos jurídicos conexos, subscritos pela RAEM no âmbito da OMC;
- Acompanhar, em articulação com a Direcção dos Serviços de Economia e com outros serviços da RAEM, as relações e negociações com os membros da OMC e outras organizações de natureza económica e comercial, assumindo directamente a defesa dos interesses da RAEM, quando assim lhe for determinado pelo Chefe do Executivo;
- Divulgar e promover a imagem da RAEM junto da OMC e dos seus membros, nos domínios económico e comercial;
- Contribuir para o estreitamento dos laços existentes entre a RAEM e a OMC e os seus membros;
- Promover, no âmbito da OMC, as relações económicas e comerciais entre a RAEM e os seus membros;
- Recolher e tratar toda a informação sobre a OMC e os seus membros, que revista interesse para a RAEM;
- Desenvolver, no âmbito das suas atribuições, outras acções ou projectos especiais determinados pelo Chefe do Executivo.

## Composição
A Delegação é constituída pelos seguintes órgãos:
- O Chefe da Delegação, coadjuvado por um adjunto;
- O Conselho Administrativo.